# Johann Obersteiner
Johann Obersteiner (* 8. Oktober 1824 in Zell am Ziller; † 24. März 1896 in Kufstein) war ein österreichischer Komponist, Chorregent und Organist.

## Leben und Wirken
Obersteiner wurde als Sohn eines Försters geboren. Von 1836 bis 1838 besuchte er die Schule des Musikvereins in Innsbruck. Zusätzlich lernte er verschiedene Instrumente als Autodidakt. Ab 1840 wirkte er in Salzburg als Organist an der Stiftskirche St. Peter und wurde Schüler von Alois Taux. 1848 wurde er Organist an der Pfarrkirche von Kufstein, wo er auch als Chorregent, Chormeister der Liedertafel und Leiter der Bürgermusikkapelle tätig war.
Johann Obersteiner komponierte mehr als 50 Messen, wobei er als ein Vertreter des Cäcilianismus angesehen wird.

## Werke (Auswahl)
- Litaniae lauretanae B. Mariae Virginis für vier gemischte Stimmen. Orgelpartitur, Stimmen, 2. Aufl. - Regensburg: Coppenrath, 1886
- Missa pro defunctis. Orgelpartitur, Stimmen - Regensburg: Boessenecker 1877.
- Die acht Seligkeiten: Cantate für zwei gleiche Singstimmen mit Pianoforte- oder Harmoniumbegleitung. Partitur, Stimmen - Regensburg : Coppenrath, 1890.
- Messe zu Ehren des heiligen Paulus für 3 Singstimmen mit Orgelbegleitung. Partitur u. Stimmen - Regensburg: Coppenrath 1891.
- Pastoralmesse in A- und D-Dur für gemischten Chor, Solo, Orchester und Orgel
- Harmonie-Fest-Messe in Es-Dur. op. 237, ca. 1860.